# Українська академія сільськогосподарських наук
Украї́нська акаде́мія сільськогоспо́дарських нау́к (УАСГН), вища наукова установа з сільського господарства в УРСР, що існувала 1956–1962 роках в Києві. Її президентом був Власюк Петро Антипович.
УАСГН була третім за чергою в УРСР центром сільськогосподарських наук після Сільськогосподарського наукового комітету України (1918–1928) і Всеукраїнської Академії Сільськогосподарських Наук (1926 — сер. 1930-их pp.), існування яких в УРСР замовчувалось у післявоєнний період.

## Структура

### Відділи
- Хліборобства
- Механізації й електрифікації сільського господарства
- Тваринництва
- Лісівництва, гідротехніки й меліорації
- Економіки та організації сільськогосподарського виробництва

### Науково-дослідні установи
- 21 науково-дослідний інститут з великою мережею дослідних станцій і полів
- 25 обласних, державних сільськогосподарських та інших дослідних станцій
- Центральна наукова сільськогосподарська бібліотека.

У складі УАСГН була також навчальна частина академії (тепер Національний аграрний університет). В УАСГН працювали 22 дійсних членів і 22 членів-кореспондентів. Органами академії були: «Доповіді УАСГН» і «Вісник сільськогосподарської науки», вони видавали свої «Праці» (в кількох серіях), тематичні збірки тощо. 1962 УАСГН ліквідовано, а її установи передано Академії сільськогосподарських наук у Москві та її зональному відділові в Україні — Південному.

## Випускники
- Ярута Олексій Михайлович (* 1926) — український лісівник.